# Guy Moll

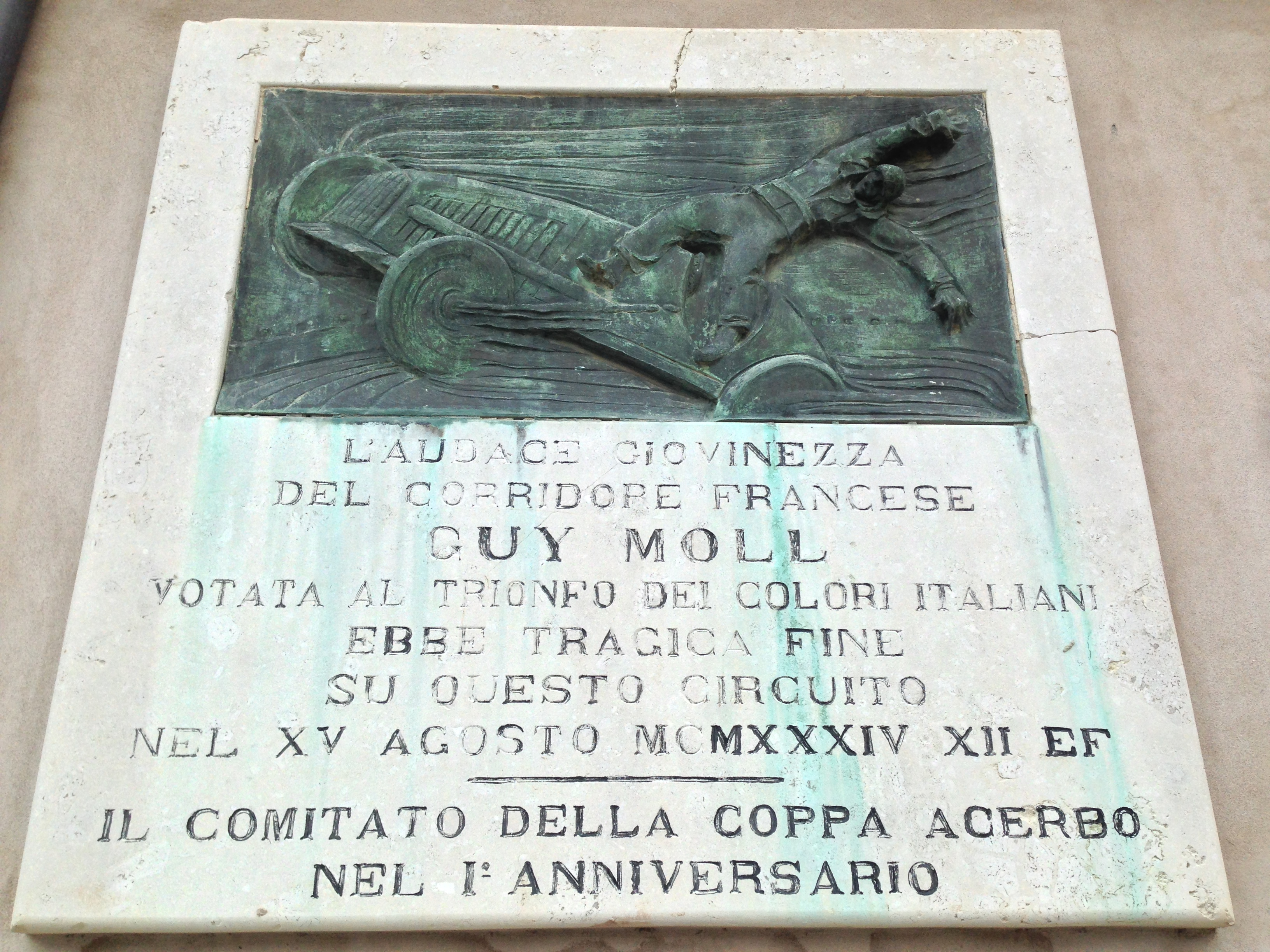
La targa ricordo a Montesilvano in memoria del talentuoso pilota

Guillarme Laurent Moll, detto Guy (Meftah, 28 maggio 1910 – Montesilvano, 15 agosto 1934), è stato un pilota automobilistico francese.

## Biografia
Di padre francese e madre spagnola, nasce a Rivet, oggi Meftah, in Algeria, allora territorio metropolitano francese. Nel 1930 comincia a correre in alcune competizioni automobilistiche africane, come i circuiti di Orano, Casablanca e Tunisi. Grazie all'aiuto di Marcel Lehoux, pilota affermato anch'egli franco-algerino, debutta in Europa al GP di Marsiglia del 1932, dove arriva sorprendentemente terzo con una Bugatti.
Nel 1933, usando automobili Bugatti e Alfa Romeo, consegue numerosi importanti piazzamenti in varie gare: arriva secondo al GP di Pau e al GP di Monza, terzo ai GP di Nîmes, Nizza, Comminges e Marsiglia, quinto nel prestigioso GP dell'Automobil Club di Francia a Monthléry. Un ulteriore terzo posto al GP della Marna a Reims gli viene annullato per aver ricevuto assistenza esterna vietata durante la sosta per il rifornimento.
Gli ottimi e numerosi risultati ottenuti da pilota privato gli valgono l'ingaggio per la stagione 1934 come pilota ufficiale nella Scuderia Ferrari, che in quegli anni gestisce l'attività sportiva dell'Alfa Romeo, a fianco di piloti affermati come Varzi, Chiron, Trossi e lo stesso Lehoux.
All'esordio con la Scuderia, vince con l'Alfa Romeo P3 il GP di Monaco, risultando il più giovane pilota a vincere la gara monegasca (record durato sino al 2008), si ripete al GP dell'AVUS a Berlino con la P3 versione Aerodinamica, ottenendo numerosi piazzamenti di prestigio: secondo ai GP di Tripoli, Livorno, Reims e terzo al GP dell'A.C. di Francia.
Il 15 agosto 1934, mentre disputa la Coppa Acerbo sul circuito di Pescara, muore in seguito ad una violenta uscita di strada a circa 250 km/h mentre è secondo alle spalle della Mercedes-Benz di Luigi Fagioli. Un'inchiesta concluderà che l'auto di Moll ha subìto una sbandata dovuta a un colpo di vento laterale. Tale spiegazione è comunque ritenuta insoddisfacente dai maggiori storici di automobilismo: la causa dell'uscita di strada rimane sconosciuta. L'incidente avvenne sul rettilineo di Montesilvano, proprio mentre Moll tentava di doppiare la Mercedes di Ernst Jakob Henne (1904-2005); all'inizio di quel tratto la pista era piuttosto stretta e probabilmente il pilota tedesco non si aspettava una manovra in quel momento; è stato perciò ipotizzato che tra i due ci sia stata una fatale incomprensione.
Moll venne anche ricordato in seguito da Enzo Ferrari nel suo libro "Piloti, che gente..." (Conti editore 1985) con queste parole: Tra i piloti che arrivarono alla mia scuderia, Moll non fu il primo straniero, ma fu senza dubbio il primo pilota sensazionale. Era di madre spagnola e di padre francese emigrato in Algeria dove lui era nato. Non saprei dire se quel miscuglio di razze e di ambienti avesse contribuito a fare di quel ragazzo un portento; in ogni caso egli è stato, secondo me, degno di essere accostato a Nuvolari, insieme a Moss: simile a Nuvolari per talune singolari e strane affinità mentali, per il medesimo spirito aggressivo, la disinvoltura di guida, la determinazione nell'affrontare il rischio......
La sua salma fu tumulata nel cimitero algerino di Maiseon Carreè.

## L'eredità
Il Comune di Montesilvano nel 1935 dedicò una piazza al pilota franco-algerino in località Villa Carmine, collocando anche una lapide in marmo sulla parete di una chiesa.
Enzo Ferrari nel 1981 paragonò Gilles Villeneuve a Guy Moll, intravedendo in entrambi la "medesima totale dedizione e la stessa perentoria ansia di vincere".
Lo scrittore italiano Ugo Riccarelli, nel suo libro "L'angelo di Coppi" (Mondadori, 2001) ha inserito un racconto sulla figura di Guy Moll, dal titolo "Le traiettorie della vita".
Il pilota e scrittore Hans Ruesch (1913-2007) nel suo romanzo "Il numero uno" ambientato nel mondo dei Gran Premi (ultima edizione italiana: Fucina 2007) tratteggia brevemente la figura di un pilota di nome Zenni, corridore di una immaginaria scuderia italiana, che muore a Pescara durante la Coppa Acerbo in una uscita di strada su uno dei rettilinei del circuito, ispirandosi in modo trasparente a Guy Moll e alla sua tragica fine.